# Luis Nlavo
Luís Miguel Nlavo Asué (* 9. Juli 2001 in Malabo), auch in der Schreibweise Luís Nlavo oder Luís Asué bekannt, ist ein äquatorialguineischer Fußballspieler auf der Position eines Stürmers. Er ist aktuell für Moreirense FC in Portugal und die äquatorialguineische Fußballnationalmannschaft aktiv.

## Karriere

### Verein
Seine Vereinskarriere begann Nlavo in seiner äquatorialguineischen Heimat, wo er ab dem Jahr 2018 im Kader des Hauptstadtklubs Cano Sport Academy stand. Mit dem damaligen Zweitligisten stieg er in seiner Debütsaison in die erstklassige Primera Division de Honor auf und gewann nur ein Jahr später, mit der äquatorialguineischen Meisterschaft, seinen ersten Vereinstitel. Im Finale um die Supercopa 2019 musste er sich mit der Mannschaft um Reginaldo Dalin, Mariano Ondo und Luis Enrique Nsue, den Ligakonkurrenten Akonangui FC aus Ebebiyín mit 1:0 geschlagen geben.
Nach dem Ende der Saison verließ Nlavo den afrikanischen Kontinent in Richtung Portugal und schloss sich dort dem Verein Sporting Braga an. Für dessen U-23-Auswahl gab er am 17. September 2020 im Spiel gegen die U-23-Mannschaft von Boavista Porto sein Debüt für die os Arcebiscos. Insgesamt bestritt er im Kader der U-23 von Braga 36 Einsätze, in denen ihm 10 Tore gelangen. Im Mai 2021 lief er im Spiel gegen die Mannschaft des Anadia FC erstmals für die zweite Mannschaft von Braga auf, als er in der 84. Minute für Álvaro Djaló eingewechselt wurde. Sein erstes Tor gelang ihm, für die in der drittklassigen Liga 3 spielende Zweitmannschaft der os Arcebiscos, erst zwei Jahre später, als er in der 93. Minute zum 3:1-Endstand gegen den FC Felgueiras traf.
Im Januar 2024 verpflichtete ihn der Erstligist Moreirense FC.

### Nationalmannschaft
Sein Debüt für die äquatorialguineische Fußballnationalmannschaft gab Nlavo am 28. Juli 2019, im Rahmen der Qualifikation zur Afrikanische Nationenmeisterschaft 2020 unter dem damaligen spanischen Trainer Ángel López Pérez, gegen die Mannschaft des Tschad (3:3). In dieser Partie gelang ihn bereits in der 3. Minute sein erstes Länderspieltor. Er nahm an Qualifikationsspielen zur Fußball-Weltmeisterschaft 2022 teil, konnte dabei jedoch keine nennenswerten Erfolge erzielen. Zusammen mit Emilio Nsue, Pepín und Ibán Salvador stand er im Aufgebot der Nzalang Nacional beim Afrika-Cup 2022 und kam in allen drei Gruppenspielen, gegen die Elfenbeinküste (0:1), Algerien (0:1) und Sierra Leone (0:1), zum Einsatz. Aber sowohl im Achtelfinale gegen Mali (0:0 n. V., 5:6 i. E.), als auch bei der Niederlage gegen den späteren Afrikameister Senegal (3:1) kam Nlavo unter Trainer Casto Nopo Abeso nicht mehr zum Einsatz. Sein bislang letztes Spiel im Trikot der Nzalang Nacional absolvierte er am 28. März 2023, im Rahmen der Qualifikation zum Afrika-Cup 2024, gegen die Mannschaft aus Botswana (2:3).

### Erfolge
Verein
- Äquatorialguineischer Meister: 2019